# Jiří Pavlenka
Jiří Pavlenka (ur. 14 kwietnia 1992 w Hulczynie) – czeski piłkarz, występujący na pozycji bramkarza, reprezentant Czech.

## Kariera piłkarska
Jako junior trenował w klubach TJ Sokol Hať, FC Hlučín i Baník Ostrawa. W 2012 roku awansował do pierwszego zespołu Baníka. 1 czerwca 2013 zadebiutował w jego barwach w pierwszej lidze czeskiej w przegranym 0:1 domowym meczu z FK Jablonec. W sezonie 2013/2014 stał się podstawowym zawodnikiem Baníka.
W styczniu 2016 roku odszedł do Slavii Praga. Swój debiut w Slavii zaliczył 5 marca 2016 w przegranym 1:2 wyjazdowym spotkaniu z FK Mladá Boleslav.
| Sezon   | Klub          | Kraj   | Rozgrywki  | Mecze | Gole |
| ------- | ------------- | ------ | ---------- | ----- | ---- |
| 2012/13 | Baník Ostrawa | Czechy | I liga     | 1     | 0    |
| 2013/14 | Baník Ostrawa | Czechy | I liga     | 20    | 0    |
| 2014/15 | Baník Ostrawa | Czechy | I liga     | 30    | 0    |
| 2015/16 | Baník Ostrawa | Czechy | I liga     | 16    | 0    |
| 2015/16 | Slavia Praga  | Czechy | I liga     | 8     | 0    |
| 2016/17 | Slavia Praga  | Czechy | I liga     | 28    | 0    |
| 2017/18 | Werder Brema  | Niemcy | Bundesliga | 34    | 0    |
| 2018/19 | Werder Brema  | Niemcy | Bundesliga | 34    | 0    |
| 2019/20 | Werder Brema  | Niemcy | Bundesliga | 33    | 0    |
| 2020/21 | Werder Brema  | Niemcy | Bundesliga | 34    | 0    |

## Kariera reprezentacyjna
W reprezentacji Czech Pavlenka zadebiutował 15 listopada 2016 roku w zremisowanym 1:1 towarzyskim meczu z Danią, gdy w 46. minucie zmienił Tomáša Koubka.